# Rado Pezdir
Rado Pezdir, slovenski je ekonomist, publicist i aktivist.
Pezdir je predavatelj na Mednarodnom fakultetu za društvene i poslovne studije u Celju i partner na Institutu za ekonomske raziskave.

## Životopis
Magistrirao je iz ekonomije na Ekonomskim fakultetu u Ljubljani. U javnosti se je prvi put pojavio nastupima u emisiji Trenja, široj slovenskoj javnosti pak je postao poznat aktivnostima protiv elektroenergetskih kompanija.
Stalni je kolumnist poslovnog časopisa Finance.
U lipnju 2011. godine Pezdir je zajedno s Žigom Turkom, Matejem Lahovnikom, Janezom Šušteršičem, Gregorjem Virantom i Markom Pavlihom predstavio inicijativu kod Parlamentarnih izbora u Sloveniji 2011. godine sa sloganom »resetirajmo Sloveniju«. 
U emisiji Bujica novinara i urednika Velimira Bujanca javnosti je priopćio da su u ljubljanskoj arhivi pronađeni dokumenti o povezanosti hrvatskih tajkuna i Udbe. 
Mnogi današnji tajkuni nastali su tako što su u dogovoru sa službama bivše Jugoslavije i Savezom komunista Hrvatske, pljačkali hrvatske tvrtke, novac izvlačili van i kasnije ga “investirali” u privatizaciji.

## Djela
- Ali univerza potrebuje socialno okolje?, Študentska organizacija Univerze, Ljubljana, 2003. (suautorica: Katarina Majerhold)
- Znanost na trgu: optimizacija strukturnih politik pri prenosu znanja iz univerze v gospodarstvo, (Zbirka Zbiralnik, 6), Inštitut za civilizacijo in kulturo - ICK, Ljubljana, 2004. (suautorice: Alja Brglez, Patricia Kotnik)
- Gradualizem - inhibitor tranzicije v Sloveniji, Inštitut za civilizacijo in kulturo - ICK, Ljubljana, 2005.
- Investicije v raziskave in razvoj v Sloveniji, Inštitut za civilizacijo in kulturo - ICK, Ljubljana, 2005.
- Liberalizacija trgov svobodnih poklicev v Sloveniji, (Zbirka Delovni zvezki ICK, Ekonomska serija), Inštitut za civilizacijo in kulturo - ICK, Ljubljana, 2006. (suautor: Mićo Mrkaić)
- Slovenska tranzicija od Kardelja do tajkunov, Časnik Finance, d.o.o., Ljubljana, 2008.
- Izbrana poglavja iz mikroekonomske analize in matematične ekonomije: študijsko gradivo, Mednarodna podiplomska šola Jožefa Stefana, Ljubljana, 2009.

## Vanjske poveznice
- (slov.) Bibliografija Rade Pezdira[neaktivna poveznica]